# Afrikansk ullhalsstork
Afrikansk ullhalsstork (Ciconia microscelis) är en fågel i familjen storkar inom ordningen storkfåglar.

## Utseende
Afrikansk ullhalsstork är en stor fågel som i snitt mäter mellan 86 och 95 cm på höjden. Den är övervägande svart förutom den ulliga vita nacken och nedre delen av buken som även den är vit. Täckvingarna är glansigt mörkgröna, bröst och mage lätt lilatonade. Ungfåglar är blekare versioner av vuxna individer. Den är mycket lik asiatisk ullhalsstork och tidigare behandlades de som en och samma art. Denna har dock mestadels vitt huvud, med ett mörkare område runt ögonen, medan den afrikanska har helsvart huvud.

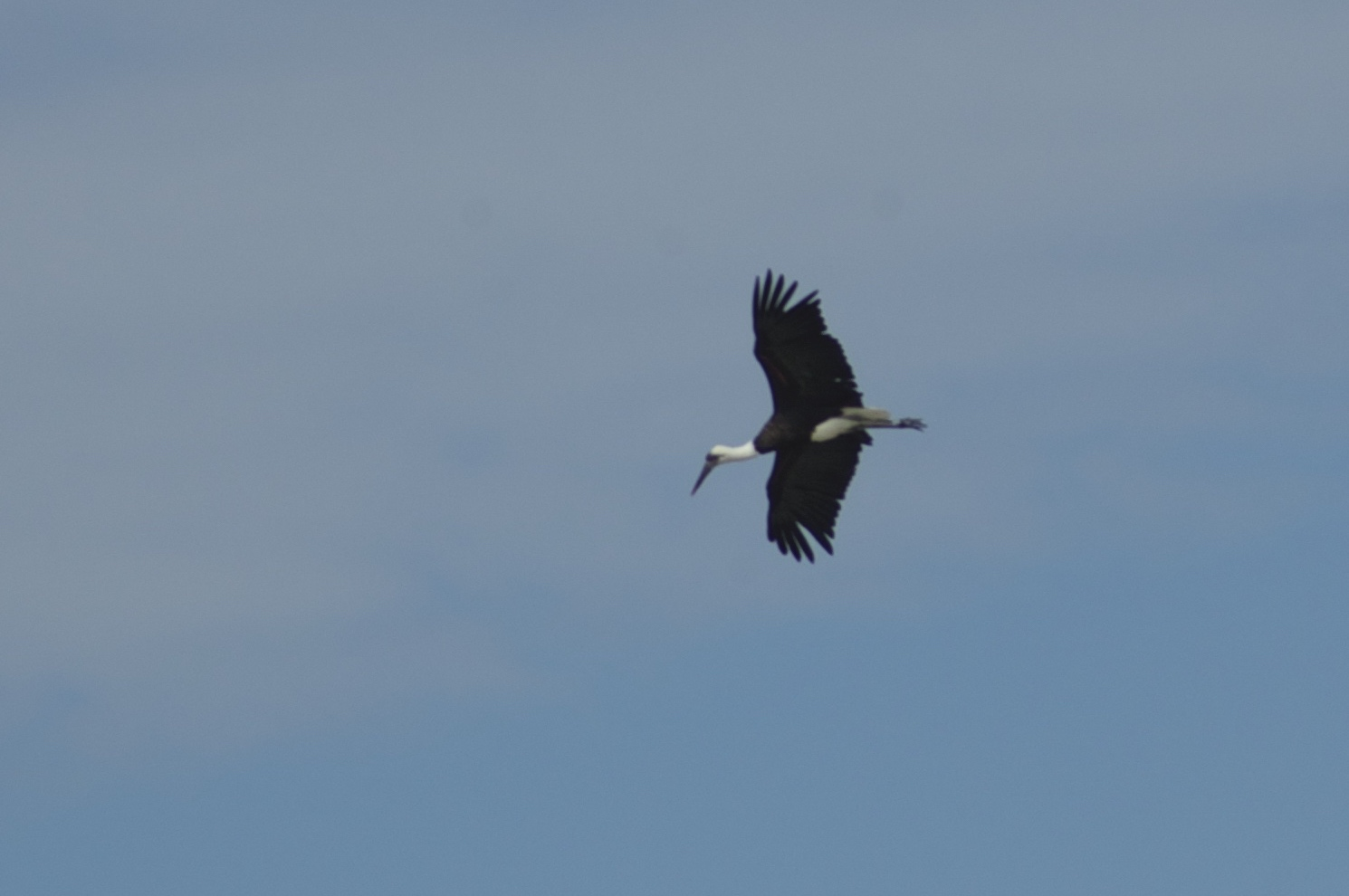
Afrikansk ullhalsstork i flykten.

## Läte
Arten är mestadels tystlåten, förutom på häckplats. Där har den rapporterats avge skrovliga läten samt en tvåstavig vissling likt blåkindad stork. Under spelet klapprar den oregelbundet med näbben.

## Utbredning och systematik
Afrikansk ullhalsstork återfinns i tropiska Afrika. Den kategoriserades tidigare som underart till Ciconia episcopus men urskildes 2014 som egen art av BirdLife International, 2022 av tongivande eBird/Clements, 2023 av International Ornithological Congress och 2024 av Birdlife Sverige.

## Levnadssätt
Afrikansk ullhalsstork hittas i eller kring våtmarker, som floder, sjöar, översvämmade betesmarker och vattenhål. I östra Afrika är den vanligast utmed kusten, där den kan ses födosöka på tidvattensslätter, i mangroveträsk och till och med på korallrev. Möjligen framför allt i södra Afrika påträffas den även i torrare marker som savann, gräsmarker och jordbruksbygd, där den ofta besöker gräsbränder på jakt efter byten. Vanligen undviker den skog, men kan uppträda i öppet skogslandskap och på hyggen, vanligen utmed rinnande vattendrag. I östra Afrika har den hittats upp till 3000 meters höjd.
Födan består av fisk, groddjur, ödlor och stora insekter och deras larver, men den tar även krabbor, mollusker och marina ryggradslösa djur. Den ses vanligen enstaka, långsamt promenerande, dock sällan vadande i vatten. I västra Afrika har den setts tillsammans i blandflockar med svart stork.

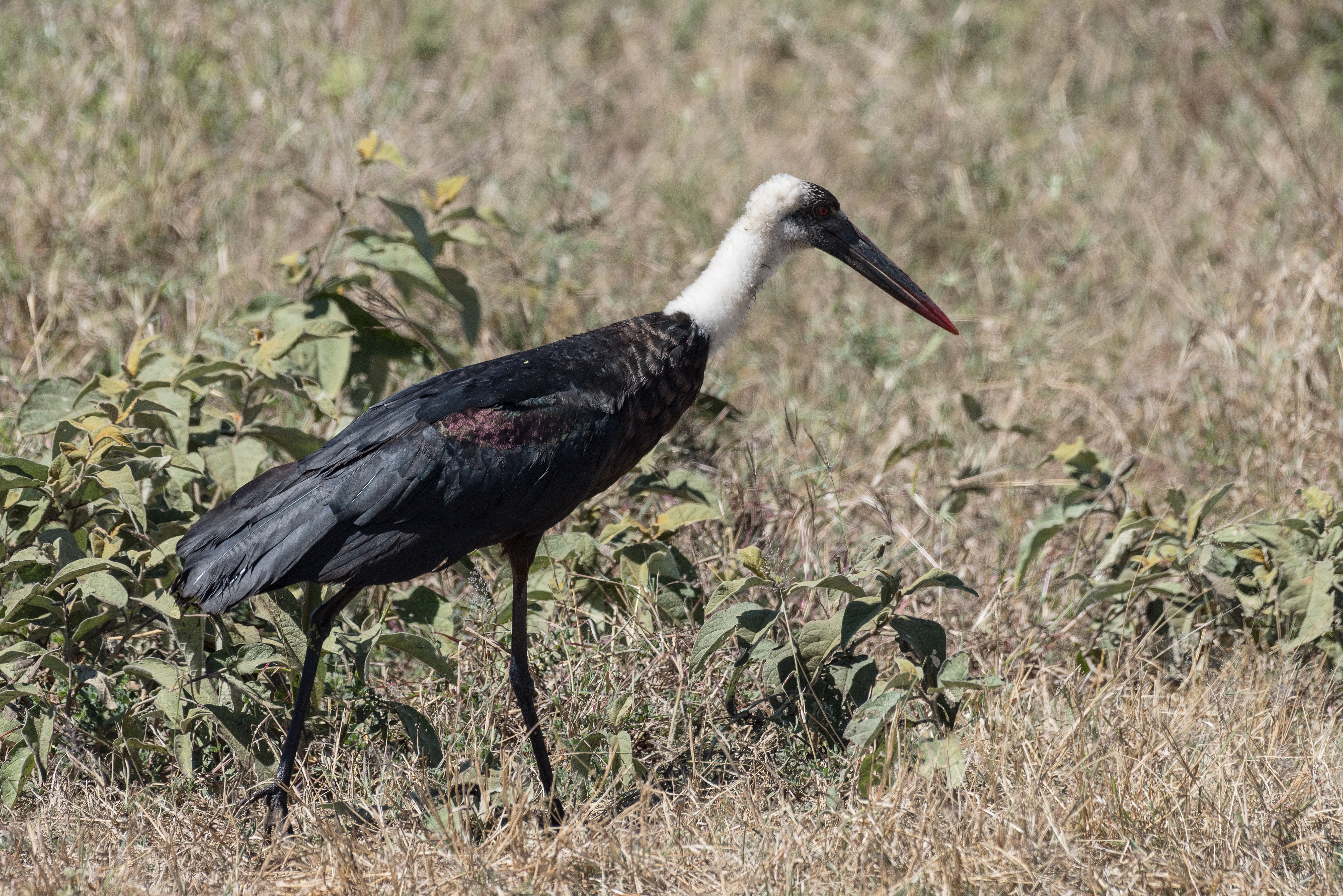
Födosökande afrikansk ullhalsstork i Serengeti.

### Häckning
I större delen av Afrika häckar afrikansk ullhalsstork under torrperioden, i norra Sudan dock under regnperioden. Fågeln bygger ett stort bo av kvistar som placeras i ett träd. En studie i Sydafrika visar att storkar återvände till ett och samma bo tre år i rad. Däri lägger den två till fyra ägg som ruvas i 30–31 dagar. Båda föräldrar matar ungarna som blir flygga efter 55–65 dagar.

## Status
Afrikansk ullhalsstork kategoriseras av internationella naturvårdsunionen IUCN som livskraftig. Den är vida spridd men ovanlig i större delen av utbredningsområdet. Beståndet är troligen stabilt, möjligen i ökande i östra Afrika. Världspopulationen har uppskattats bestå av mellan 10 000 och 100 000 fåglar.